# Халаф ібн Ахмад
Абу Ахмад Валі аль-Даула Халаф ібн Ахмад (937–1009) — останній емір держави Саффаридів. Був повалений Газневідами, помер у засланні.
Народився в середині листопада 937 року. Син еміра Абу Джафара Ахмада ібн Мухаммада та Бану, доньки еміра Амра ібн аль-Лейс. Про перші двадцять шість років його життя відомо небагато, вважається, що більшу частину цього часу він провів у навчанні. 957 або 958 року його призначали спадкоємцем трону, а його ім'я було включено до монет його батька.
31 березня 963 року Абу Джафара Ахмада було вбито в Заранджі. На момент вбивства Халаф був за межами столиці. Коли він почув про смерть батька, він прибув до міста Буст, валі якого негайно висловив свою підтримку. Невдовзі після цього він очолив армію проти Абу Хафса ібн Мухаммад, що захопив владу. Останній утік зі столиці та шукав притулку в Саманідській державі.
Халафа було оголошено еміром, він проголосив Абу'л-Хусейна Тахіра ібн Мухаммада своїм співправителем. Той належав до Саффаридів по материнській лінії. Халаф поселив його в палаці Якубі та вписав ім'я Абу'л-Хусейна в хутбу поруч зі своїм. 964 року у Заранзі спалахнув заколот, який було швидко придушено. Тоді Халаф вирішив здійснити хадж, залишивши Абу'л-Хусейна Тахіра керувати.
965 року став повертатися до Сістану. По дорозі додому зупинився в Багдаді, де був прийнятий еміром Муїзом аль-Даулою та халіфом аль-Муті. Останній затвердив його правління в Сістані та дав йому почесну мантію та прапор. Втім Халаф вважав, що Абу'л-Хусейн Тахір не відмовиться добровільно від контролю над Сістаном після повернення, тому він звернувся за допомогою до Саманідів та отримав армію. Повернувшись до Сістану, він змусив Абу'л-Хусейна Тахіра відступити. Однак, щойно армію Халафа було розпущено, Абу'л-Хусейна Тахіра повернувся, змусивши Халафа знову звернутися за допомогою до саманідського правителя Мансура I. Конфлікт раптово закінчився смертю Абу'л-Хусейна Тахіра в 970 році,а його син Хусейн оголосив про свою вірність Саманідам і залишив Сістан.
Напочатку 971 року Хусейн ібн Абу'л-Хусейн висунув претензії на трон, захопивши Зарандж. У квітні Халаф відвоював столицю. Але 972 року занав поразку від Хусейну, що прибув з новим військом з Хорасану. Саманідський володар Мансур I визнав владу Хусейна, оскільки перед тим Халаф затримав виплату данини. 973 року Халаф відвоював Зарандж і Сістан, скорситавшись поїздкою Хусейна до бухари.
979 року почалася нова війна з Хусейном, який спочатку переміг Халафа, а потім 3 роки тримав в облозі Зарандж. Зрештою за посередництва саманідського командувача Абу'л-Хасана Мухаммеда Сімджурі було укладено мирну угоду, за якою Хусейн отримував Зарандж і більшу частину Сістана, а Халаф — фортецю Так та деякі доходи. 
Того ж року після повернення саманідського війська до себе Халаф напав на Хусейна, якого взяв в облогу в Заранджі. Останній звернувся по допомогу до газневідського правителя Себук-Тегіна, якого в свою чергу зумів підкупити Халаф. 25 грудня 983 року було укладено новий мир, за яким владу в Заранджі повернув Хасаф. Невдовзі Хусейн помер, ймовірно від отруєння.
Протягом наступних кількох років він здобув репутацію великого вченого та заохочував навчання у своїй державі. Також здійснив ще один хадж, хоча дата його невідома. Зберігав вірність Буїдам, в яких вбачав противагу Саманідам.
Водночас поступово вступив у конфлікт з Себук-Тегіном. 986 року завоював Буст з навколишніми землями, але невдовзі вимушен був повернути його Себук-Тегіну. 988 року було придушено повстання Амра, сина Халафа, якого запроторено до в'язниці, де той невдовзі помер. 
996 року брав участьу  військовій кампанії Себук-тегіна на допомогу саманідського володареві Мансуру I. Після смерті Себук-Тегіна скористався війною між його синами Махмудом і Ісмаїлом, щоби 998 року захопили Кухистан і Бадгіс. Але саффаридські війська на чолі із Тахіром, сином Халафа, зрештою зазнали поразки. 
1000 року зазнав раптового нападу Махмуда Газневі, який захопив Халафа під час відпочинку. Той змушений був погодитися на визнання зверхності Газневі та сплати данини. В цей час його син Тахір атакував Керман, який перед тим захопив Бага ад-Даула, проте е досяг успіху. По поверненню з походу тахір повстав проти батька. Втім Халаф здобув перемогу ув'язнив сина, який помер у 1002 році.
Після смерті Тахіра командувач його армії надіслав повідомлення Махмуду Газневі, заявивши, що народ Заранджа хоче, щоб він став правителем Сістану. Махмуд відправив свої війська. У свою чергу Халаф зачинився у фортеці Таку, тому Газневі у листопаді 1002 року особисто прибув до Сістану. У грудні халаф вимушен був здатися. Його відправили до Гузгану, де перебував до 1007 року. Через чутки про його контакти з карахіндським ілеком Насром його перевели до фортеці Гардез, де колишній емір помер 1009 року.